# Петлин, Иван
Иван Петлин (XVII век) — томский сибирский казак времён царя Михаила Федоровича, первый русский посланник в Китай с официальной миссией (1618—1619), составил «Роспись китайскому государству и пообинскому и др. государствам и улусам» с чертежом (1620). Эту «Роспись» историк Карамзин считал переделкой «Росписи» Петрова (1567).

## Биография
Сибирский казак из города Томска. В 1618 году был послан тобольским воеводой и по поручению государя, вместе с Петюнькой Казыловым (Киселёвым), в экспедицию. См. Миссия Петлина в Китай. Казаки проникли, по всей вероятности, в Пекин и привезли грамоту от имени императора Ваньли (правил 1572 — 18 августа 1620). Эта грамота хранится в Московском архиве, как и вторая (1649 года; но, по сведениям Спафария, обе эти грамоты — времён императора Ваньли и составляют род наших жалованных грамот на землю).
Описание экспедиции — «Роспись китайскому государству и пообинскому и иным государствам, жилым и кочевым улусам и великой Оби реки и дорогам» — было представлено, вместе с «чертежом», государю в Москве в 1620 году.

## Критика «Росписи» Петлина
Большое, часто дословное сходство «Росписи» Петлина с записями казаков Ивана Петрова и Бурнаша Ялычева (Елычева), бывших в Китае в 1567 году, позволяет предполагать, что «Роспись» свою Петлин составил почти целиком по записям своих предшественников; историк Карамзин даже полагал, что сам Петлин в Китае не бывал.
Казаки Петров и Елычев были отправлены с грамотой Ивана Грозного «к неизвестным народам». Пройдя от Каменного пояса (Урала) до Пекина, они составили описание земель от Байкала до моря Корейского, побывали в Улусах Чёрной, или Западной, Мунгалии и в городах Восточной Мунгалии, где, по их словам, царствовала женщина, снабдившая их грамотой для пропуска через «железные врата» Китайской стены. Их описание путешествия напечатано во II томе трёхтомника «Сказаний русского народа» Сахарова (1836).
Однако в работе Петлина есть некоторая доля самостоятельности, несмотря на её большое сходство с записью Ивана Петрова. И по сведениям историка И. Э. Фишера, заимствованным им не только из «Росписи», но и из других источников, частью иностранных, в 1619 году в Китай действительно ездили по поручению тобольского воеводы князя И. С. Куракина два казака, Ив. Петлин и Петунька Киселёв (Казылов).

## Публикации «Росписи»
- 1818 — «Путешествие в Китай сибирского казака Ивана Петлина в 1620 году Архивная копия от 27 июня 2021 на Wayback Machine» // Сибирский Вестник. — 1818. — Ч. 2. — С. 211—246[4].
- 1914 — публикация версии, созданной в период 16 мая — 6 июля 1619 года, в издании: Покровский Ф. И. Путешествие в Монголию и Китай сибирского казака Ивана Петлина в 1618 г. // Известия отделения русского языка и словесности имп. Академии наук за 1913 г. — Т. 18. — Кн. 4. — СПб., 1914. — С. 287—295.
- 1966 — публикация версии, созданной в период 23 сентября — 10 ноября 1619 года, в издании: Н. Ф. Демидова, В. С. Мясников, Первые русские дипломаты в Китае. — М., 1966. — С. 41—55.
- 1969 — публикация двух версий — «Роспись Китайского государства и монгольских земель, составленная томским казаком И. Петлиным» // Н. Ф. Демидова, В. С. Мясников. Русско-китайские отношения в XVII в. Материалы и документы. — Т. 1. 1608—1683. — М.: Наука, 1969.